# Burning Down the House
Burning Down the House è un brano musicale del gruppo new wave Talking Heads, pubblicato come primo singolo estratto dall'album Speaking in Tongues del 1983.

## Il brano
«Questa canzone nacque da una jam session» raccontò la bassista Tina Weymouth nelle note interne dell'album Once in a Lifetime: The Best of Talking Heads. «Chris Frantz era appena stato a vedere i Parliament-Funkadelic al Madison Square Garden, ed era rimasto entusiasta. Durante la jam, iniziò ad urlare "Burn down the house!" che era una frase tipica dei P-Funk durante i concerti, e David gli andò dietro, cantando con lui fino ad arrivare alla versione definitiva, "Burning down the house". (In seguito Bernie Worrell dei Parliament-Funkadelic si unì alla formazione dal vivo dei Talking Heads).
Tuttavia, il testo iniziale del brano era considerevolmente differente rispetto alla versione finale. In una intervista radiofonica del 1984, David Byrne spiegò come la canzone si fosse trasformata dai primi nastri demo strumentali della Weymouth e di Frantz. Una volta che la band completò quasi la traccia, Byrne iniziò a cantarci sopra delle frasi senza senso fino a quando non trovò delle parole che si adattassero bene alla musica.
Secondo quanto affermato da Byrne in una intervista a NPR, frasi che avrebbe voluto inserire nel testo della canzone ma che alla fine non utilizzò comprendevano: «I have another body», «Pick it up by the handle», «You travel with a double», e «I'm still under construction».
A seguito degli attacchi terroristici dell'11 settembre 2001, Burning Down the House fu una delle canzoni indicate come "inappropriate" da Clear Channel, in quanto il titolo poteva essere mal interpretato.

## Video
La casa utilizzata per il videoclip di Burning Down the House si trova in Myrtle Street a Union, nel New Jersey.

### Accoglienza
Burning Down the House divenne il singolo di maggior successo per i Talking Heads in Nord America, raggiungendo la top ten di Billboard negli Hot 100 (numero 9 in classifica), e un ottavo posto in Canada. Nonostante il successo qui riscosso, la canzone non ebbe particolare riscontro nel resto del mondo. In Australia raggiunse solo la posizione numero 94 (anche se in Nuova Zelanda raggiunse la numero 5), mentre in Gran Bretagna non entrò nemmeno in classifica.

### Classifica
| Classifica (1983)                   | Posizione |
| ----------------------------------- | --------- |
| Australian Singles Chart            | 94        |
| Billboard Canadian Singles Chart    | 8         |
| New Zealand Singles Chart           | 5         |
| US Billboard Hot 100                | 9         |
| US Billboard Mainstream Rock Tracks | 6         |

## Cover
- Parte del brano venne ripreso da "Weird Al" Yankovic nel suo medley Polkas on 45.
- Tom Jones con i The Cardigans, primo singolo estratto dal suo album  Reload del 1999.
- Bonnie Raitt nell'album dal vivo Road Tested
- Il DJ/produttore Tiga nel suo album del 2006 Sexor
- John Legend nell'album Live at SOB's
- Vienna Boys' Choir nell'album Vienna Boys' Choir Goes Pop del 2002.
- La Dave Matthews Band reinterpretò la canzone dal vivo durante i concerti del tour del 2008, con Tim Reynolds alla chitarra elettrica.[7] Il gruppo pubblicò la sua versione sull'album Live Trax Vol. 15 e suonò la canzone con Trombone Shorty e Kermit Ruffins nella cerimonia inaugurale del calcio d'inizio della stagione NFL del 2010.
- Heather Luttrell in Rock Star: INXS
- Toby Rand in Rock Star Supernova
- I The Used per la colonna sonora del film del 2009 Transformers - La vendetta del caduto.
- I Phish eseguirono la canzone nel corso di un concerto svoltosi il 12 agosto 1998 a Vernon, NY, inizialmente sostituendo le parole del ritornello con "Vernon Downs the house"; un riferimento alla località dove si stavano esibendo.[8]
- Nel 2001 il bassista Marcus Miller reinterpretò la canzone nel suo album M².[9][10]
- I Walk the Moon nell'EP Tightrope del 2013.
- I Paramore per l'album tributo Stop Making Sense: A Tribute Album nel 2024.